# Kalles Kletterbaum
Kalles Kletterbaum (schwedisch: Kalles klätterträd) ist eine schwedische Zeichentrick-Fernsehserie aus dem Jahr 1975 von Olof Landström und Peter Cohen, produziert von POJ-filmproduktion. Sie ist auch wegen ihres Titelsongs eine der bekanntesten schwedischen Kindersendungen der 1970er Jahre und wurde in mehrere Sprachen lokalisiert. In unregelmäßigen Abständen werden Folgen bei der Sendung mit der Maus gezeigt.

## Inhalt
Jede Episode beginnt damit, dass der Junge Kalle in einer großen Stadt in der Krone seines Kletterbaumes liegt und träumt. Unter dem Baum liest Kalles dicker Großvater die Zeitung, was Kalle Anregungen für seine Fantasie gibt. Der lässt er freien Lauf, wenn er über das Leben, die Welt und die Schule nachdenkt. So denkt er etwa über das Erfinden einer Baumpflanzmaschine nach, um die Stadt zu begrünen, er stellt sich vor, wie es wäre, wenn er fliegen könnte, oder was er im Supermarkt einkaufen würde. Gegen Ende jeder Episode träumt Kalle von seiner hübschen Fantasie-Freundin Emma und was sie wohl von seinen Ideen halten würde. 
In einer Analyse dramaturgischer und narrativer Strukturen erfolgreicher Familiensendungen heißt es zur Serie: „Die Geschichten von Kalle auf seinem Kletterbaum werden als Bewusstseinsbericht erzählt. Zu Beginn der jeweiligen Geschichte spricht der heterodiegetische Erzähler über Kalle und seinen Großvater. Im Mittelteil werden Kalles Gedanken als Ich-Erzählung wiedergegeben und am Schluss berichtet der Erzähler wieder von außen über die Geschehnisse. Die Geschichte wird […] chronologisch und linear erzählt.“ Die Darstellung enthalte keine Ausschmückungen und nur die für die Geschichte relevanten Gegenstände würden gezeigt. „Zwischen Kalles Traumwelt und der Realität gibt es einen fließenden Übergang. In der Art ihrer Darstellung unterscheiden sich die beiden nicht.“

## Produktion und Veröffentlichung
Die Sendung wurde bei POJ-filmproduktion in insgesamt zwölf Folgen und einem Special mit je etwa 8 Minuten Länge produziert. Regie führten Peter Cohen und Olof Landström, von denen auch das Konzept und die Drehbücher stammen. Peter Cohen trat auch als Produzent auf und war für die Kameraarbeit verantwortlich, während Olof Landström an den Animationen arbeitete. Die Hintergründe entwarf Lena Landström. Für den Ton waren Thomas Holéwa und Martin CG Kjellberg zuständig, die Musik komponierte Georg Wadenius. Der Erzähler wurde im Original gesprochen von Toivo Pawlo. 
Die Serie wurde erstmals ab dem 25. Dezember 1975 im schwedischen Fernsehen bei SVT ausgestrahlt. Die Sendung wurde eine der bekanntesten schwedischen Kindersendungen der 1970er Jahre, auch wegen des Titelsongs. Bei Sandrew Metronome erschien in Schweden 2003 eine DVD-Ausgabe. Die Serie wurde in mehreren Sprachen synchronisiert und unter anderem in Kanada, Norwegen, Finnland, Israel, den USA und Großbritannien gezeigt. In unregelmäßigen Abständen werden Folgen bei der Sendung mit der Maus ausgestrahlt. Die deutsche Synchronfassung entstand 2002 bei den WDR Synchronstudios Köln.